# Мусин-Пушкин, Пётр Клавдиевич
Пётр Клавдиевич Му́син-Пу́шкин (1765—1834) — генерал-лейтенант из рода Мусиных-Пушкиных, участник наполеоновских войн.

## Биография
Пётр Мусин-Пушкин родился в 1765 году в дворянской семье. Племянник графа Алексея Семёновича Мусина-Пушкина, посланника в Лондоне. Пасынок Натальи Семёновны, урождённой Борщевой, гофмейстерины двора Марии Фёдоровны. В 1778 году поступил на службу пажом, а через семь лет был произведен в камер-пажи.
1 сентября 1787 года Мусин-Пушкин был направлен в Сумской 1-й гусарский полк в чине ротмистра.
Сражался в Русско-турецкой войне 1787—1791 гг. и за штурме Очакова, где был ранен, получил Георгиевский крест.
Принимал участие в Русско-польской войне 1792 года, которую закончил в звании подполковника.
13 ноября 1797 года Мусин-Пушкин произведён в полковники, а 7 февраля 1799 года в генерал-майоры с назначением шефом Казанского кирасирского полка.
С 11 марта 1799 года по  30 октября 1799 года и с 4 марта 1800 года по 8 ноября 1800 года находился в отставке.
После вторжения армии Наполеона в пределы Российской империи, принимал участие в ряде битв Отечественной войны 1812 года и был удостоен ордена Святого Владимира 3-й степени.
После изгнания неприятеля из России, Мусин-Пушкин принял участие в заграничном походе русской армии.
С 1814 года Мусин-Пушкин состоял по кавалерии.
16 декабря 1833 года Пётр Клавдиевич Мусин-Пушкин вышел в почётную отставку и в следующем году умер.

## Семья
Женат (с 04.02.1806) на Анне Петровне, дочери подполковника-серба Петра Ивановича Штерича, владельца имения Штеровка, служившего после выхода в отставку екатеринославским губернским предводителем дворянства. Дочери:
- Еликонида (1810—1896), жена казачьего генерала Ивана Алексеевича Орлова, мать генерал-лейтенанта Давида Ивановича Орлова.
- Екатерина (1816—1897), фрейлина двора, состояла в связи с Николаем I, от которого родила дочь Софью. В замужестве за князем С. В. Трубецким.
- Ариадна (1818— ?), замужем (свадьба 03.02.1838) за Антонием Михайловичем Пафнутьевым (1802 г.р.)
- Эротеида (1819—1890), замужем за Михаилом Ильичем Булацелем.